# Head Above Water (canción)
«Head Above Water»  es una canción interpretada por la cantautora franco-canadiense Avril Lavigne perteneciente a su sexto álbum de estudio del mismo nombre. Fue escrita por Lavigne, Stephan Moccio y Travis Clark,  producida por Moccio. Se estrenó como el primer sencillo del álbum del mismo nombre el 19 de septiembre de 2018 a través de BMG Rights Management.

## Composición
Después de más de tres años desde el lanzamiento de su último sencillo «Fly» Lavigne anunció a través de su cuenta de Instagram que estaba trabajando en nueva música para su próximo álbum. El tema se inspiró su lucha contra la borreliosis de Lyme, enfermedad que supuso una interrupción en su trabajo y su vida: "Esos fueron los peores años de mi vida, pasé por batallas tanto físicas como emocionales. Pude convertir esa pelea en música de la que estoy muy orgullosa. Escribí canciones en mi cama y en el sofá y grabé allí casi todo el tiempo. Las palabras y las letras son tan fieles a mi experiencia, y salieron de mí sin esfuerzo".
«Head Above Water» es una canción pop/rock balada, respaldada por una mezcla de piano, cuerdas, sintetizadores y tambores. Musicalmente, la canción está en la clave de Fa mayor y cambia entre los compases 2/4 y 4/4.

## Crítica y recepción
Marina Pedrosa de Billboard escribió que «Head Above Water es una epifanía poderosa y espiritual que detalla el viaje de la cantante canadiense a través de su batalla contra la enfermedad de Lyme». Escribiendo para Spin , Anna Gaca describió la canción como una «balada dramática con gran fuerza en el piano» comentando el regreso de Lavigne a la escena musical como «un egreso emocionalmente cargado». Roth, por su parte quedó impresionado con el hecho de que la canción no era solo metafórica, si no que, «documenta un momento culminante en la lucha de años de Lavigne con la enfermedad de Lyme». Michael Foust, de Christian Headlines, describió la canción como « una canción centrada en Dios» que incluso podría etiquetarse como de alabanza y adoración
Robin Murray de Clash felicitó la producción de la canción y la consideró una «canción muy personal». Murray describió la letra y la producción comentando: «No podemos evitar sentirnos conmovidos por la forma en que se ha acercado a lo que debe ser una situación enormemente angustiante». Maria Sherman de Jezebel consideró la naturaleza de la canción como un «tema con vibraciones dramáticas de rock cristiano» y la comparó con el sencillo de 2015 de Rachel Platten «Fight Song», mientras que Lindsay Elizabeth de Faithwire le dio a la canción una crítica positiva, calificándola como una «poderosa balada que expresa adoración», además,  alabó que la cantante detalla su relación con Dios y cómo éste la salvó cuando ella pensaba que estaba al final de su vida".

## Vídeo musical
El vídeo oficial de «Head Above Water» fue filmado en Vík í Mýrdal, en Islandia, dirigido por Elliott Lester. Fue estrenado el 27 de septiembre de 2018 en el 34º cumpleaños de Lavigne. El video musical termina con un mensaje para unirse a la fundación homónima de Lavigne, que apoya la prevención, el tratamiento y la investigación de la enfermedad de Lyme.

## Presentaciones en vivo
Avril Lavigne interpretó públicamente la canción por primera vez en el festival Jimmy Kimmel Live! el 12 de septiembre de 2018. Fue grabado y retransmitido por televisión el 26 de septiembre de 2018. El 15 de octubre la interpretó en directo nuevamente en Honda Stage y publicó el vídeo en su canal de YouTube. El 19 de noviembre, Lavigne interpretó la canción en Dancing With The Stars (The Finale). El 13 de febrero de 2019, interpretó la canción en el programa The Tonight Show Starring Jimmy Fallon. El 15 de febrero del mismo año, Lavigne canto el tema en el programa de televisión Good Morning America. El día 18 de febrero de 2019, Avril Lavigne interpretó la canción en el programa de entrevistas Live with Kelly and Ryan.

## Créditos y personal
Créditos adaptados desde Tidal.
- Avril Lavigne – voz principal
- Stephan Moccio – productor, producción vocal, piano, teclados, vocales de fondo
- Kylen Deporter – registro de asistencia de ingeniería, vocales de fondo
- Chad Kroeger – producción vocal
- Chris Baseford – producción vocal, ingeniería discográfica, programación de batería
- Jay Paul Bicknell – producción adicional, ingeniería de grabación, programación de batería
- John Hanes –  ingeniería de registros
- Aaron Sterling – batería
- Serban Ghenea – mezcla
- Jonathan Martin Berry – guitarra
- Paul Bushnell – bajo
- Kevin Fox – violonchelo
- Vanessa Freebairn-Smith – violonchelo
- Will Quinnell – masterización
- Chris Gehringer – masterización

## Posicionamiento en listas
| Listas (2018)                             | Mejor posición |
| ----------------------------------------- | -------------- |
| Alemania (Media Control Charts)           | 69             |
| Australia (ARIA)                          | 24             |
| Austria (Ö3 Austria Top 40)               | 30             |
| Bélgica (Ultratop) Flanders               | 35             |
| Bélgica (Ultratop) Wallonia               | 35             |
| Canadá (Canadian Hot 100)                 | 37             |
| Canadá (AC)                               | 5              |
| Canadá CHR/Top 40 (Billboard)             | 39             |
| Canadá (Hot Ac)                           | 10             |
| Croacia (HRT)                             | 82             |
| Escocia (Official Charts Company)         | 21             |
| Eslovaquia (Radio Top 100)                | 94             |
| España Digital (PROMUSICAE)               | 28             |
| Estados Unidos (Billboard Hot 100)        | 64             |
| Estados Unidos (Adult Top 40)             | 24             |
| Estados Unidos (Christian Songs)          | 2              |
| Estados Unidos (Mainstream Top 40)        | 41             |
| Europa Digital Songs (Billboard)          | 13             |
| Francia (SNEP)                            | 58             |
| Grecia (International Digital Singles)    | 95             |
| Hungría (Rádiós Top 40)                   | 32             |
| Hungría (Single Top 40)                   | 5              |
| Japón (Japan Hot 100)                     | 42             |
| Líbano (Lebanese Top 20)                  | 16             |
| Malasia (RIM)                             | 15             |
| Nueva Zelanda Hot Singles (RMNZ)          | 21             |
| Reino Unido (UK Singles Chart)            | 84             |
| Reino Unido Download (OCC)                | 23             |
| Reino Unido Indie (OCC)                   | 16             |
| República Checa (Rádio Top 100)           |                |
| República Checa (Singles Digitál Top 100) | 93             |
| Suiza (Schweizer Hitparade)               | 36             |

| Listas (2018)                            | Mejor posición |
| ---------------------------------------- | -------------- |
| Estados Unidos (Christian Songs)         | 18             |
| Estados Unidos (Christian Digital Songs) | 9              |
| Reino Unido (Cross Rhythms Annual Chart) | 95             |

| Listas (2019)                            | Mejor posición |
| ---------------------------------------- | -------------- |
| Estados Unidos (Christian Songs)         | 23             |
| Estados Unidos (Christian Digital Songs) | 8              |

## Certificaciones
| País           | Organismo certificador | Certificación | Ventas certificadas | Ref    |
| -------------- | ---------------------- | ------------- | ------------------- | ------ |
| Brasil         | Pro-Música Brasil      | 2x Platino    | 80 000              | [ 68 ] |
| Canadá         | Music Canada           | 2x Platino    | 160 000             | [ 1 ]  |
| Estados Unidos | RIAA                   | Platino       | 1 000 000           | [ 2 ]  |

## Historial de lanzamiento
| País           | Fecha                    | Formato                   | Discográfica | Ref    |
| -------------- | ------------------------ | ------------------------- | ------------ | ------ |
| Varios         | 19 de septiembre de 2018 | Digital downloadstreaming | BMG          | [ 69 ] |
| Italia         | 21 de septiembre de 2018 | Contemporary hit radio    | BMG          | [ 70 ] |
| Estados Unidos | 8 de octubre de 2018     | Adult contemporary radio  | BMG          | [ 71 ] |
| Estados Unidos | 8 de octubre de 2018     | Christian radio           | BMG          | [ 72 ] |